# Karl Weichardt

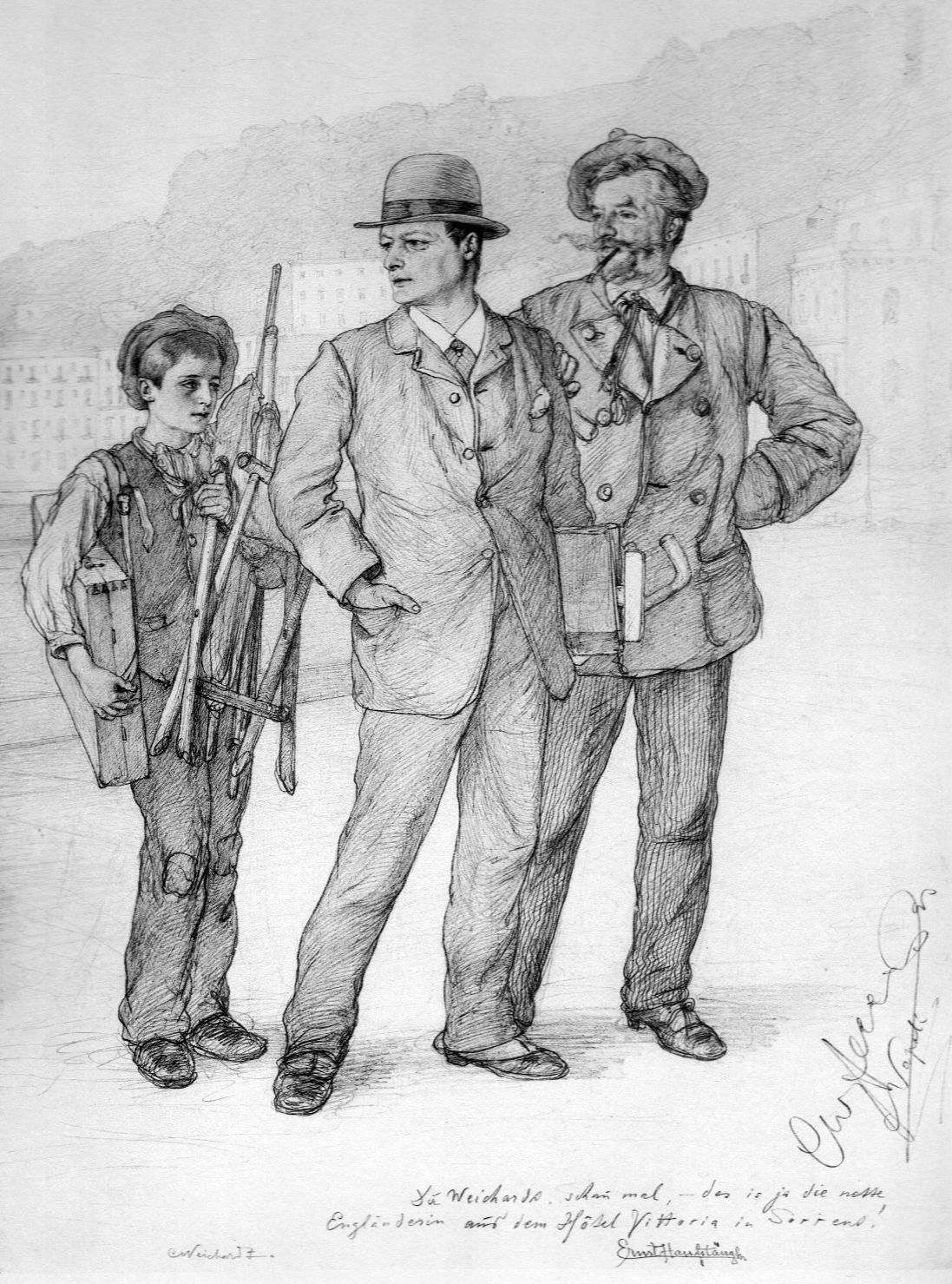
Karl Weichardt (Mitte) in Neapel, 1893, gez. von C.W. Allers.

Karl Weichardt, auch häufig Carl Weichardt, (* 10. Dezember 1846 in Nermsdorf; † 5. Oktober 1906 in Dresden; vollständiger Name: Karl Friedrich Wilhelm Weichardt) war ein deutscher Architekt und Architekturmaler.

## Leben
Nach einer Zimmermannslehre studierte Weichardt Architektur an der Polytechnischen Schule München. 1874 und 1886 unternahm er Studienreisen nach Rom. Er lehrte als Professor an der Königlichen Kunstakademie und Kunstgewerbeschule Leipzig, von 1900 bis 1906 war er Professor für Ornamententwerfen und Figurenzeichnen an der Technischen Hochschule Dresden.
Bei seinen Bauten orientierte er sich am antiken Kunstideal und an der Neorenaissance.
Neben kommerziellen Bauten in Deutschland befasste er sich mit der Rekonstruktion von Tempelanlagen, z. B. in Pompeji (1897). Auf Capri versuchte er grafische Rekonstruktionen der Villa Jovis. Diese Tätigkeit regte ihn zur Gestaltung seines Wohnhauses Villa Tiberius in Dresden an.
Im Winter 1885 und 1886 gestaltete er zusammen mit anderen Malern den Speisesaal des Hotel Pagano auf Capri.
Er heiratete am 1. November 1879 die Schriftstellerin Helene Henkel (1851–1880; Pseudonym: Ellen Lenneck), die bereits sechs Monate nach der Hochzeit starb.

## Werk

### Bauten und Entwürfe
- 1874–1875 Villa Schulze in Apolda (bis 2011 Stadtbibliothek)
- 1875–1878: Stadttheater in Eisenach
- 1880–1881: Geschäftshaus für den Verlag K. F. Köhler in Leipzig, Stephanstraße
- 1883: Villa Schröder in Leipzig
- 1884–1886: Neue Börse in Leipzig (mit Hans Enger; im Zweiten Weltkrieg zerstört)
- 1889: Villa Münch-Ferber in Hof, 2011 Umbau zum Forum Gesundheit[4]
- 1890: „Limburgische Villen“ in Lößnig
- 1891: Villa Carl Beckmann in Leipzig (mit Bruno Eelbo; im Zweiten Weltkrieg zerstört)
- 1893–1894: Geschäftshaus für den Verlag K. F. Köhler in Leipzig, Täubchenweg (mit Bruno Eelbo)
- 1893: Bank- und Verwaltungsgebäude der Landeskreditkasse in Weimar, Steubenstraße 15 (mit Bruno Eelbo), siehe Notenbank Weimar
- 1893–1894: Herfurtsche Villa in Leipzig
- 1905: Villa Tiberius (eigenes Wohnhaus) in Dresden-Loschwitz

sowie
- Geschäftshaus für den Verleger Arnold Hirt in Leipzig

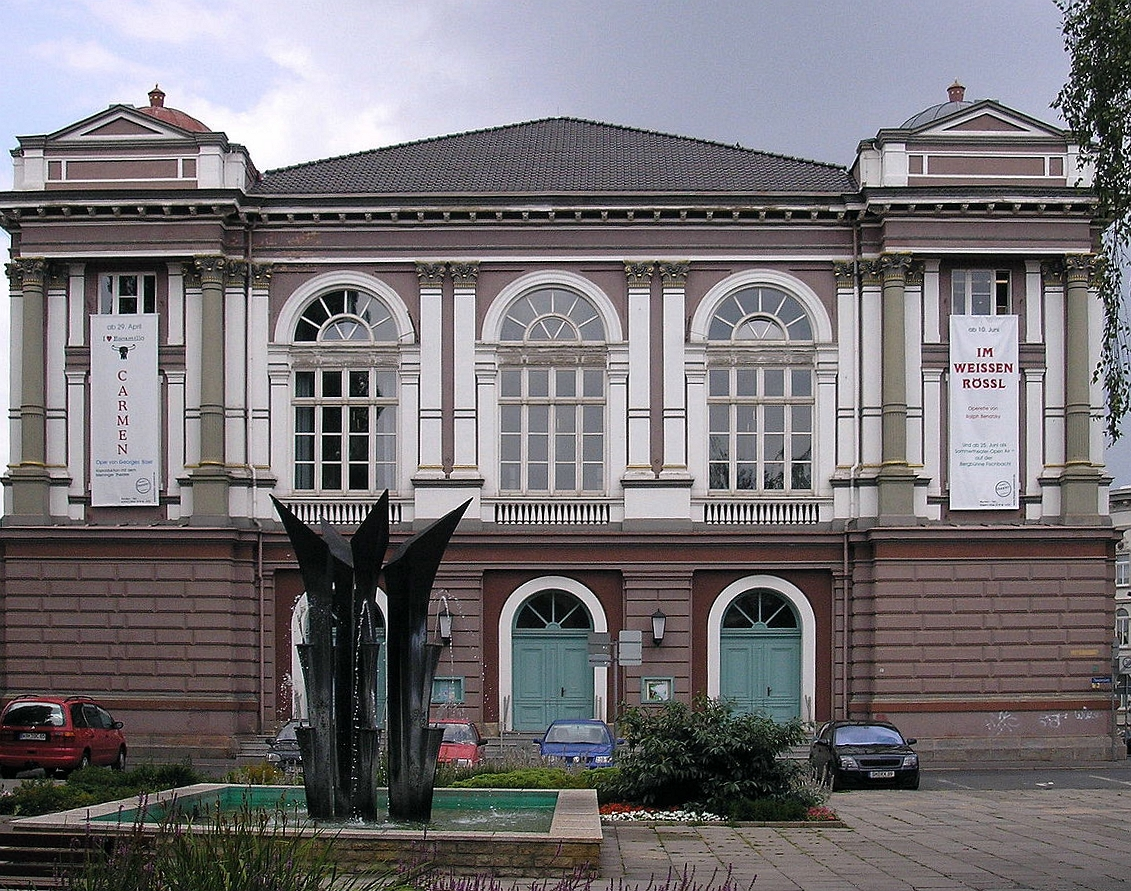
Stadttheater, Eisenach
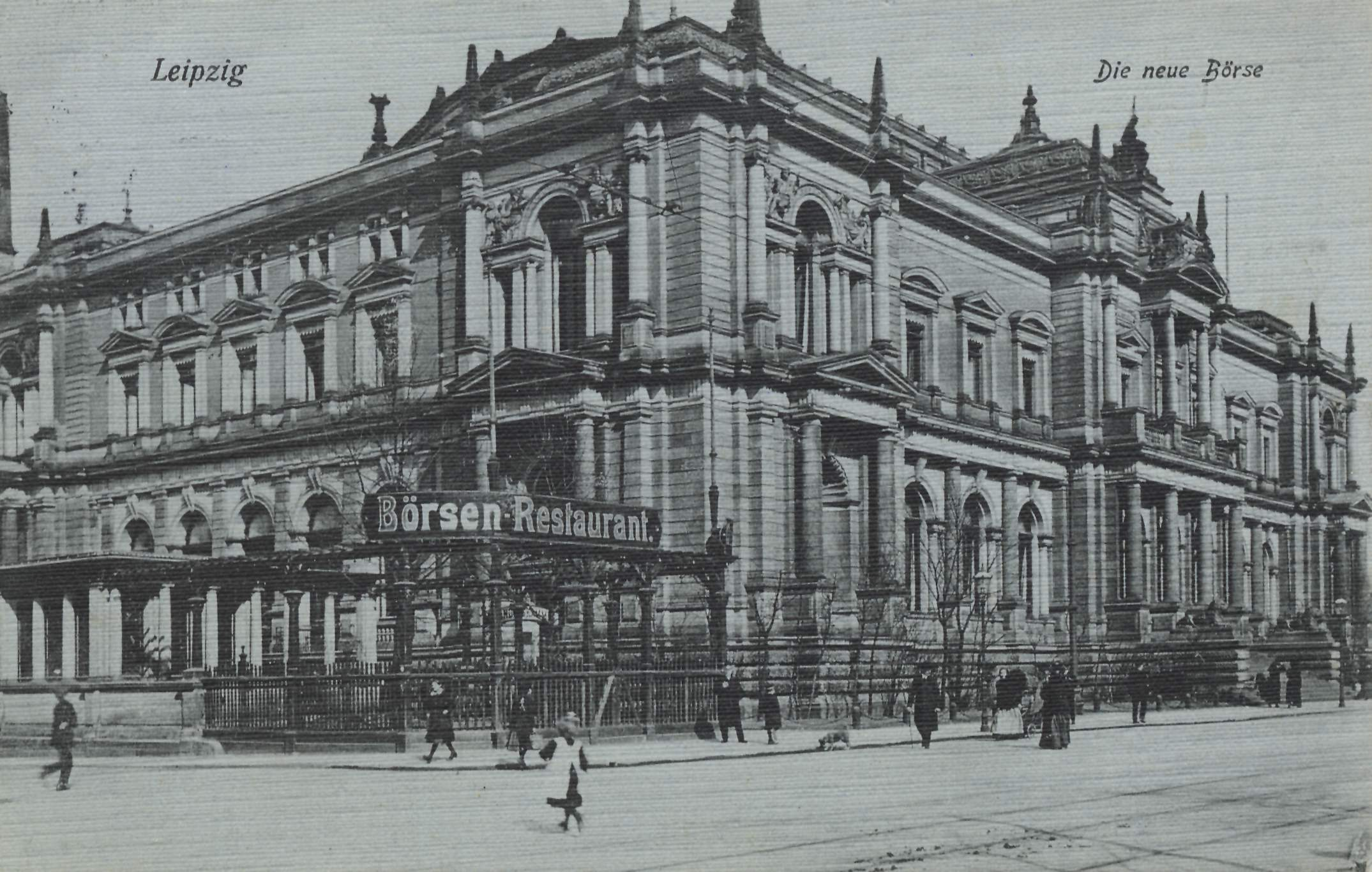
Neue Börse, Leipzig
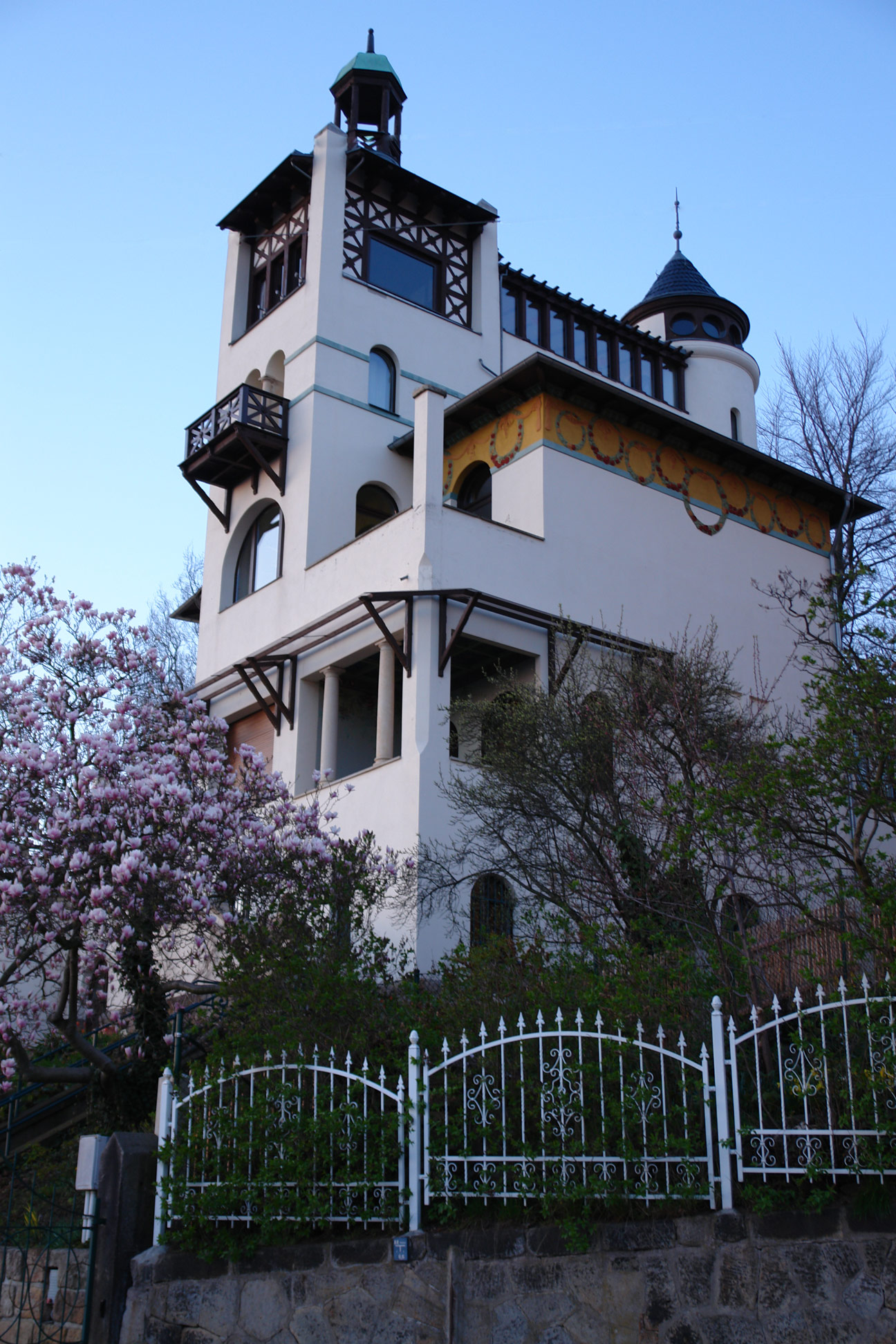
Villa Tiberius, Dresden
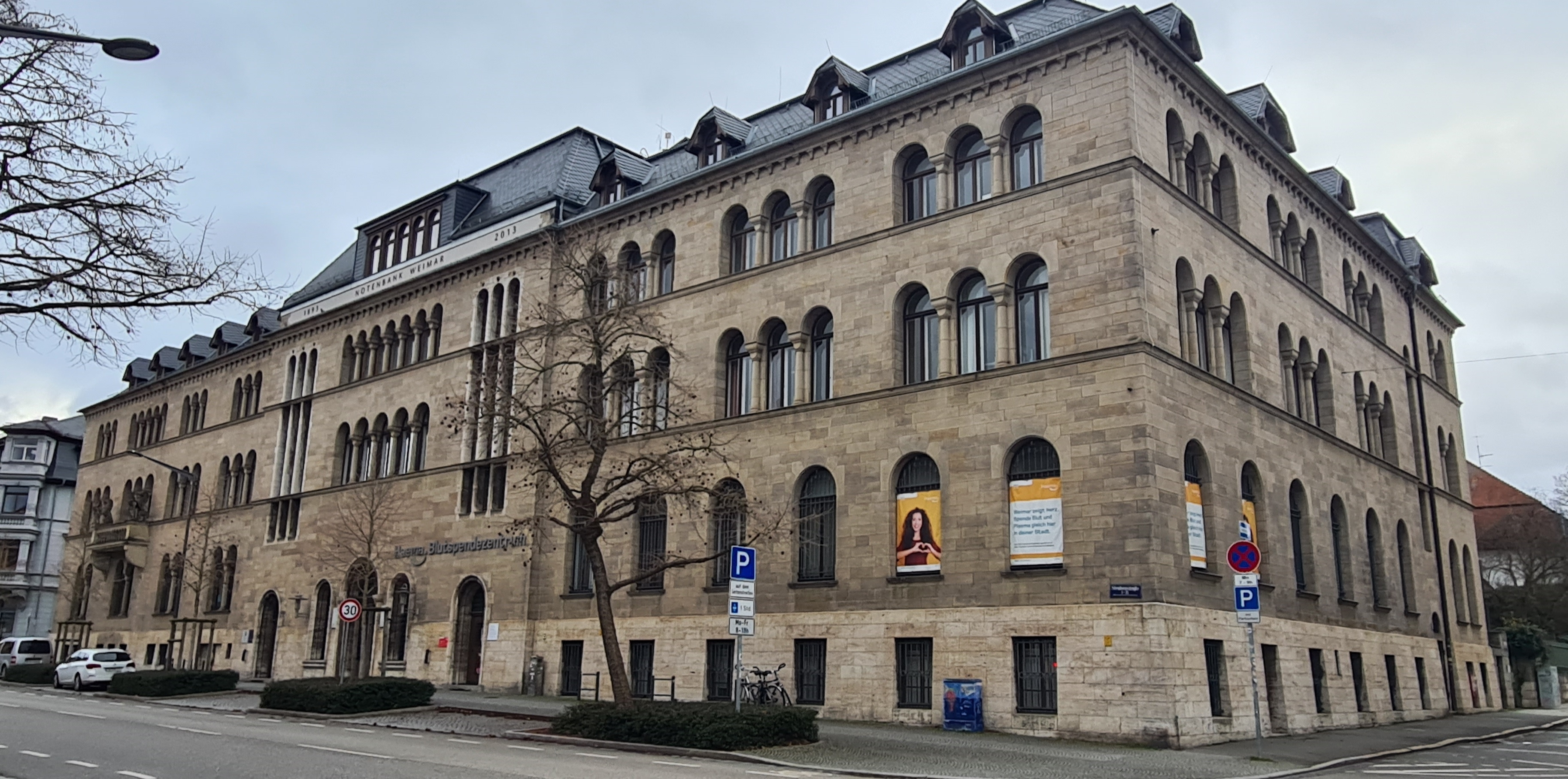
Gebäudekomplex der ehemaligen Landeskreditkasse, später Notenbank bzw. Staatsbank Weimar

### Schriften

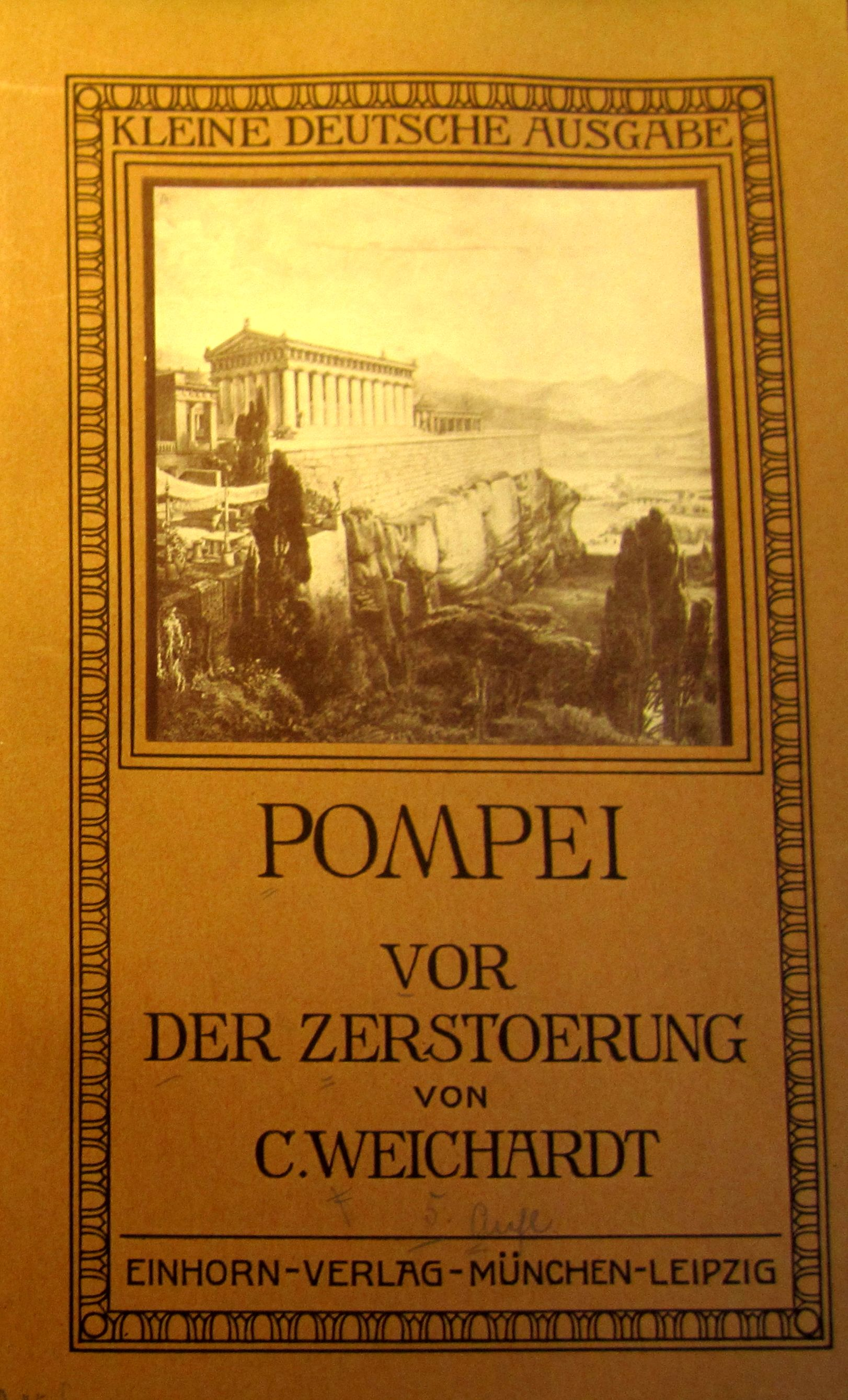
Titelbild des Buches „Pompei vor der Zerstörung“ (1897)

- Motive zur Garten-Architektur. Eingänge, Veranden, Brunnen, Pavillons, Bäder, Brücken, Ruheplätze, Volieren, Terrassen, Freitreppen, Veduten etc. 1879.
- Pompei vor der Zerstörung. Rekonstruktionen der Tempel und ihrer Umgebung. 1897.
- Das Schloß des Tiberius und andere Römerbauten auf Capri. Leipzig 1900.